# Montenegro (Brésil)
Pour les articles homonymes, voir Monténégro (homonymie).
Monténégro est une ville brésilienne de la mésorégion métropolitaine de Porto Alegre, capitale de l'État du Rio Grande do Sul, faisant partie de la microrégion de Porto Alegre et située à 61 km au nord-ouest de Porto Alegre. Elle se situe à une latitude de 30° 27′ 38″ sud et à une longitude de 51° 36′ 13″ ouest, à 34 m d'altitude. Sa population était estimée à 56 790 en 2007, pour une superficie de 420 km2. L'accès s'y fait par les BR-470, RS-124, RS-240, et RS-411. Le rio Caí arrose le territoire de la commune.
Les premiers colons qui arrivèrent à Monténégro étaient des Portugais, des bandeirantes de l'État de São Paulo et des Açoriens, suivis plus tard d'Allemands, d'Italiens, de Français, de Hollandais, de Suisses et de Polonais.
À la fin du XIXe siècle, Monténégro appartenait à l'ancien territoire de Triunfo, dont elle fut démembrée le 5 mai 1873 sous le nom de São João de Monténégro. Son toponyme de Monténégro lui fut définitivement acquis le 31 mars 1938.
Les terres de la municipalité furent le théâtre de nombreuses batailles de la Guerre des Farrapos.
En 1873 fut ouverte la première industrie de la ville, la Curtume Montenegro, produisant des objets en cuir (semelles, vachette, cuir de porc, peaux fines). La même année, fut ouvert le premier commerce où étaient commercialisés des tissus, des articles de mercerie, des parfums et des produits alimentaires.
Aujourd'hui, l'économie est axée sur la production de viande de poulet, l'élevage de vaches laitières, la commercialisation du lait et la culture d'acacia noir pour la production de tanin pour l'industrie du cuir. La ville est aussi un gros producteur de citrus, tout particulièrement de la bergamote monténégrine.

## Villes voisines
- Brochier
- Maratá
- São José do Sul
- Pareci Novo
- Capela de Santana
- Nova Santa Rita
- Triunfo
- Paverama